# López de Lacalle (apellido)
López de Lacalle es un apellido compuesto español. Deriva a su vez del apellido patronímico López y del sefardí Lacalle, De la Calle, De Lacalle o Calle.[cita requerida]

## Origen
Derivado del apellido raíz Lacalle; este último se reparte por toda España, siendo más frecuente en provincias como La Rioja, Navarra, Burgos o Soria, mientras que su otro derivado Calle predomina en Palencia, Segovia o Cáceres. Por otra parte su forma De La Calle estaría presente también en Segovia, Cáceres, Valladolid, Zamora, Salamanca, Ávila, Ciudad Real o Cádiz, y De Lacalle en la Comunidad de Madrid.
En lo referente al compuesto López de Lacalle, a pesar de ser un apellido con mayor presencia en la provincia de Álava, este no está incluido dentro del nomenclátor de apellidos vascos de la Real Academia de la Lengua Vasca.
El apellido López de Lacalle no hace referencia a ningún toponímico alavés, sino al apellido de origen judío-sefardí, Lacalle, De Lacalle o Calle.
Julio Caro Baroja, apoyando la tesis de Leite de Vasconcelos en su obra Antroponimia Portuguesa, sostiene que los apellidos relacionados con "la calle" o "calle" (que tendría su equivalencia en algo así como una judería, gueto comercial o feria) son de origen judío.
El antropólogo Kenneth Moore explica que los chuetas (término despectivo, similar a marrano, que se utilizaba para denominar a los judeoconversos en Mallorca) eran llamados "los de la calle" por vivir en la calle de los judíos o call , del hebreo kahal (להק), "comunidad", palabra usada en varios lugares del ámbito lingüístico catalán para designar las juderías o barrios judíos.

## Linaje
No consta que personas con el apellido López de Lacalle probaran su hidalguía en la Real Chancillería de Valladolid. Sin embargo, sí se ha documentado la existencia de personajes ascendientes de este linaje que han guardado relación con momentos históricos relevantes. Es el caso de Alonso Calle, tesorero en el primer viaje de Cristóbal Colón a las Américas. Fue uno de los colonos de origen hebreo sefardí que componían la tripulación.

## Sudamérica
Existen constancias de que el apellido Calle se encuentra distribuido principalmente, aunque no únicamente, en Colombia, Ecuador y norte del Perú.